# فيلة
جزيرة فيلة، هي جزيرة في منتصف نهر النيل وهي إحدى الحصون الأقوى على طول حدود مصر الجنوبية، وتفصل النيل إلى قناتين معاكستين في أسوان، كان بها معبد فيلة وانتقل من مكانه الأصلي على جزيرة فيلة وتم تجميعه على جزيرة أجيليكا، وذلك في أعقاب بناء السد العالي.
ويرجع اسم فيلة أو فيلاي إلى اللغة الإغريقية التي تعني (الحبيبة) أو (الحبيبات) أما الاسم العربي لها فهو أنس الوجود نسبة لأسطورة أنس الموجودة في قصص ألف ليلة وليلة أما الاسم المصري القديم والقبطي فهو بيلاك أو بيلاخ ويعني الحد أو النهاية لأنها كانت آخر حدود مصر في الجنوب. ومجموعة العبادة كرست لعبادة الإلهة إيزيس غير أن الجزيرة احتوت على معابد لحتحور وأمنحتب وغيرها من المعابد.

## فيلة عبر القرون
شُيّدت معابد «فيلة» في الأصل لعبادة الإلهة «إيزيس»
وفي كل القرون اكتسبت فيلة مكانة خاصة في العبادات لدرجة أن حشد من أتباع تلك العبادة كانوا يجتمعون لإحياء قصة موت وبعث أوزوريس.
تم بناء المعبد الكبير خلال القرن الثالث قبل الميلاد تم تلاه معابد أمنحوتب وأرسنوفيس. أما معبد حتحور فهو يعد آخر أثر بطلمي واستكمل بنائه قبل عام 116 قبل الميلاد بواسطة إيورجيتس الثاني. وقد أضاف بطالمة آخرون نقوشا إلى فيلة والتي تعتبر من روائع المعبد. ومن مصر امتدت عبادة الآلهة إيزيس إلى اليونان وروما وفي مختلف أنحاء الإمبراطورية حتى عندما تم تطبيق الحكم الروماني في مصر حاول الحكام تجميل الجزيرة المقدسة فقد بنى الإمبراطور أغسطس قيصر معبد في الطرف الشمالي لفيلة في القرن التاسع قبل الميلاد. أما تيبيريوس وآخرون فقد أضافوا صروحاً ونقوشا، كما بنى كلاوديوس وتراجان وهادريان ودقلديانوس مبانٍ جديدة بالجزيرة استمر العمل فيها حتى القرن الرابع الميلادي.
ولشدة سيطرة عبادة إيزيس في جزيرة فيلة أدى ذلك إلى امتداد تلك العبادة على مدى قرون عديدة متحدية بذلك مرسوم الإمبراطور ثيودوسيوس الأول الذي أصدره عام 391 ميلادية والذي يفرض فيه الديانة المسيحية على جميع أنحاء الإمبراطورية الرومانية. وفي عام 550 بعد الميلاد وتحت حكم جوستنيان وصلت المسيحية إلى جزيرة فيلة وبدأت صفحة جديدة في تاريخها.
وتكون مجتمع جديد مسيحي في جزيرة فيلة وتحولت قاعة الأعمدة لتكون مناسبة لممارسة الديانة الجديدة. وتم نقل الأحجار من بعض الآثار لبناء كنائس مسيحية في الجزيرة. ونمت قرية جديدة حول معبد إيزيس.
عندما جاء الإسلام اعتبرت فيلة حصنا أسطوريا ممثلا في إحدى قصص ألف ليلة وليلة واكتسبت اسم أنس الوجود تيمناً باسم بطل إحدى هذه القصص من قصص ألف ليلة وليلة.

## معبد فيلة
هذا المعبد المخصص للإلهة أيزيس والذي أغرقته مياه النيل وتم تقسيمه وأُعيد تجميعه في موقع جديد فوق جزيرة إجيليكا على بعد حوالي 500م من مكانه الأصلي بجزيرة فيلة ويضم مبانيه معبداً لحتحور ويمكن للزائر مشاهدة عرض الصوت والضوء ليلاً الذي يقدم بلغات مختلفة.
كانت مصر جزءا مزدهرا من أجزاء الإمبراطورية الرومانية، أصبحت ثرية بحق وقد بُنيت فيها عدة مدن جديدة ومن أشهر المنشآت في مصر في العصر الروماني ما يسمى مضجع فرعون أي كشك تراجان وهذا الأثر بناه في جزيرة فيلة تراجان الحاكم الروماني.

## المعابد فوق جزيرة فيلة
أُقيم عدد كبير من المعابد فوق جزيرة «فيلة» لعل أقدمها تلك المعابد التي يرجع تاريخها إلى عهد الملك تحتمس الثالث (1490-1436 قبل الميلاد). وفي القرن الرابع قبل الميلاد بنى الملك «نخت نبف» (378-341 ق.م) معبداً ضخماً وعلى أثره شيّد «بطليموس فيلادلف» (القرن الثالث قبل الميلاد) معبده الكبير، ثم تبعه كثير من ملوك البطالمة وولاة الرومان حتى ازدحمت جزيرة فيلة بالمعابد، وأشهرها هو الذي يطلق عليه «مخدع فرعون».
هناك أيضاً عدد كبير من التماثيل لملوك مصر القديمة فوق جزيرة فيلة.
تعود الأطلال الأولى فوق جزيرة فيلة إلى عهد الملك طهرقا (الأسرة الخامسة والعشرون) ويعد معبد إيزيس واحداً من أضخم وأهم الآثار ضمن مجموعة المعابد الكبيرة والصغيرة فوق جزيرة فيلة ويشغل هذا المعبد حوالي ربع مساحة الجزيرة ومن بين الآثار الأخرى فوق جزيرة فيلة مقصورة «نختنبو الأول» (الأسرة الثلاثون)، واثنان من صفوف الأعمدة التي ترجع إلى العصر الروماني، ومعبد أريسنوفيس يوناني - روماني ومعبد ماندوليس (من العهد الروماني)، ومعبد إمحوتب (من العصر البطلمي) ومن أهم المعابد الصغيرة التي تحيط بمجموعة المعابد الكبيرة معبد حتحور (العصر البطلمي) ومقصورة تراجان.

## جزيرة إجيليكا
جرى إعادة تشكيل جزيرة إجيليكا التي تبعد بمسافة خمسمائة متر من موقع جزيرة فيلة ونِقلت إليها المعابد المختلفة من جزيرة فيلة الغارقة وذلك بحيث تماثل جزيرة فيلة.

## إنقاذ معبد إيزيس بجزيرة فيلة
منذ إكمال بناء سد أسوان الأول عام 1902 ومياه النيل تحاصر جزيرة فيلة معظم السنة، وذلك بما تضمه الجزيرة من مخزون أثري ثمين يشمل المعابد والمقصورات والأعمدة والبوابات الفرعونية والتي تجسد جميعها أساليب معمارية رومانية - يونانية وفرعونية.
وكان نختنبو الذي يعد واحداً من أواخر ملوك مصر الأصليين قد بنى معبداً على جزيرة فيلة في النصف الأول من القرن الرابع قبل الميلاد، وبعده جاء البطالمة الذين حكموا البلاد لمدة 300 سنة واعتنقوا عبادة إيزيس، فأضافوا أضرحتهم الخاصة على الجزيرة.
وقد أدى بناء السد العالي إلى تغيير الموقف على نحو جذري فعلى اعتبار أن الجزيرة ستصبح واقعة بين السد الجديد والسد القديم فإنها ستصبح غارقة جزئياً ولكن على مدار السنة.
إضافة إلى ذلك فإن السحب اليومي للمياه لدفع التوربينات التي تولد الكهرباء قد يعني وجود تموجات مستمرة فيما يقرب من 3 أمتار من مستوى المياه وهو ما يؤدي بدوره إلى إتلاف الحجارة بشكل سريع ومن ثم فإن عدم إيجاد حل لهذه المشكلة كان سيؤدي بهذه الجزيرة الطافية التي طالما خلبت أرواح السياح إلى الاختفاء من على الخريطة.
وعندما تم طرح مشكلة جزيرة فيلة باعتبارها مشكلة مُلحّة كانت الاستجابة إزاء حملة النوبة سريعة وهو ما عكس تصميم المجتمع الدولي على إنقاذ منطقة بهذا الجمال وهذه الأهمية التاريخية ومن ثم فالمسألة لم تكن إنقاذ فيلة أم لا بقدر ماكانت كيفية إنقاذها.
إلا أنه بعد دراسة نتائج هذا المشروع وعلى وجه الخصوص تأثير المياه الارتوازية على الآثار وما يتطلبه المشروع من تكلفة كبيرة، اقترح الخبراء أيضاً مشروعاً آخر مقدم من الحكومة المصرية ويهدف هذا المشروع إلى نقل الآثار إلى جزيرة إجيليكا.
بدأت عملية إنقاذ فيلة عام 1972 وذلك عندما بدأت سفن دق الخوازيق تثبيت أول لوح فولاذي وذلك من بين 3000 لوح وذلك في قاع النيل وذلك لتكوين سد مؤقت لحجز المياه حول الجزيرة واستغرق الأمر عامان لإحاطة الجزيرة بصفين من الخوازيق المتشابكة بطول 12 متر، وداخل هذا الفراغ تم صب خليط من الماء والرمل المغسول في محاجر الشلال على بعد 5 كيلو، وتم توصيل هذا الخليط عبر البحيرة من خلال أنابيب، وقد سمح للماء بالتسرب تاركاً الرمل ليدعم الفولاذ ضد ضغط البحيرة، وهكذا اكتمل حزام النجاة حول الجزيرة.

## معرض صور

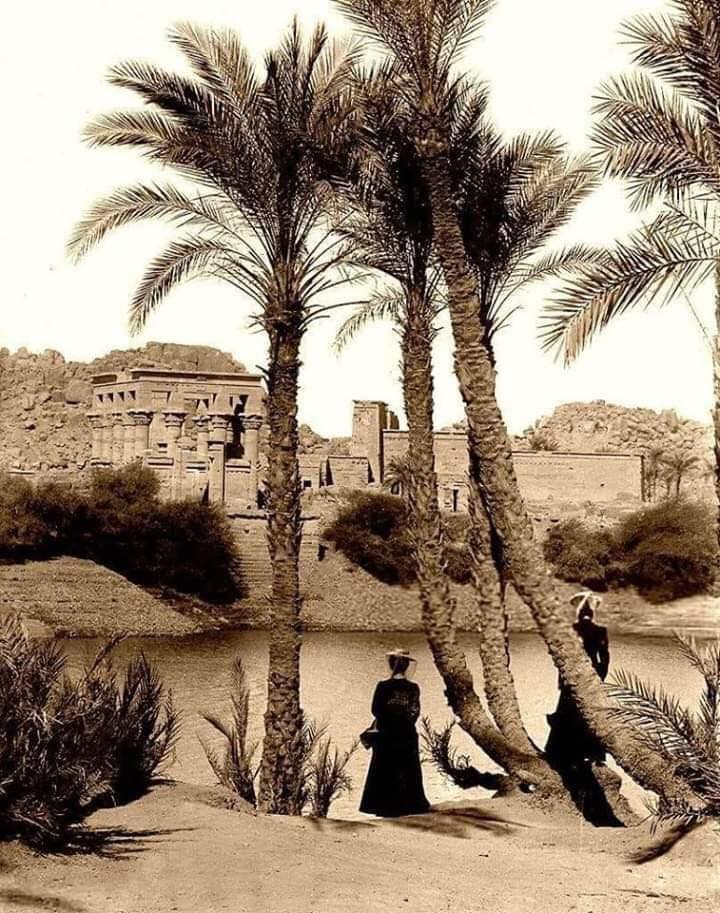
مشهد للمعبد في عام 1890
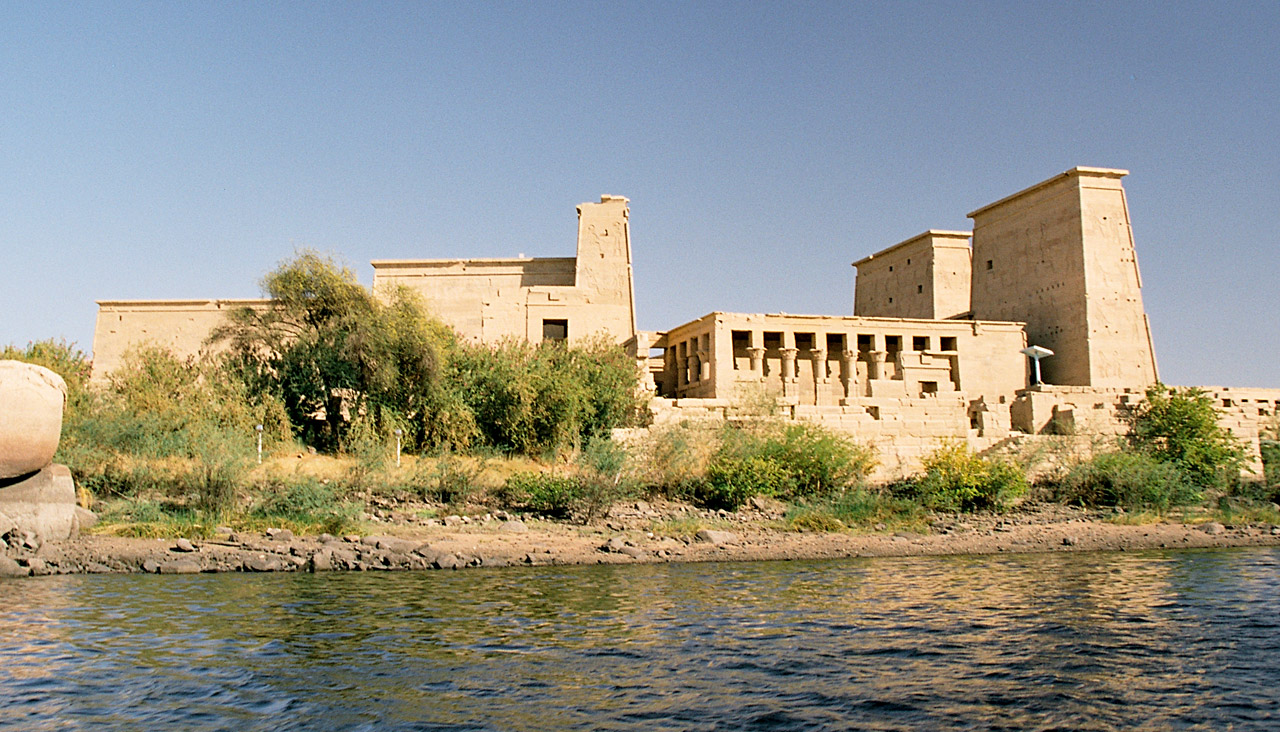
معبد فيلة على الجزيرة بالقرب من أسوان
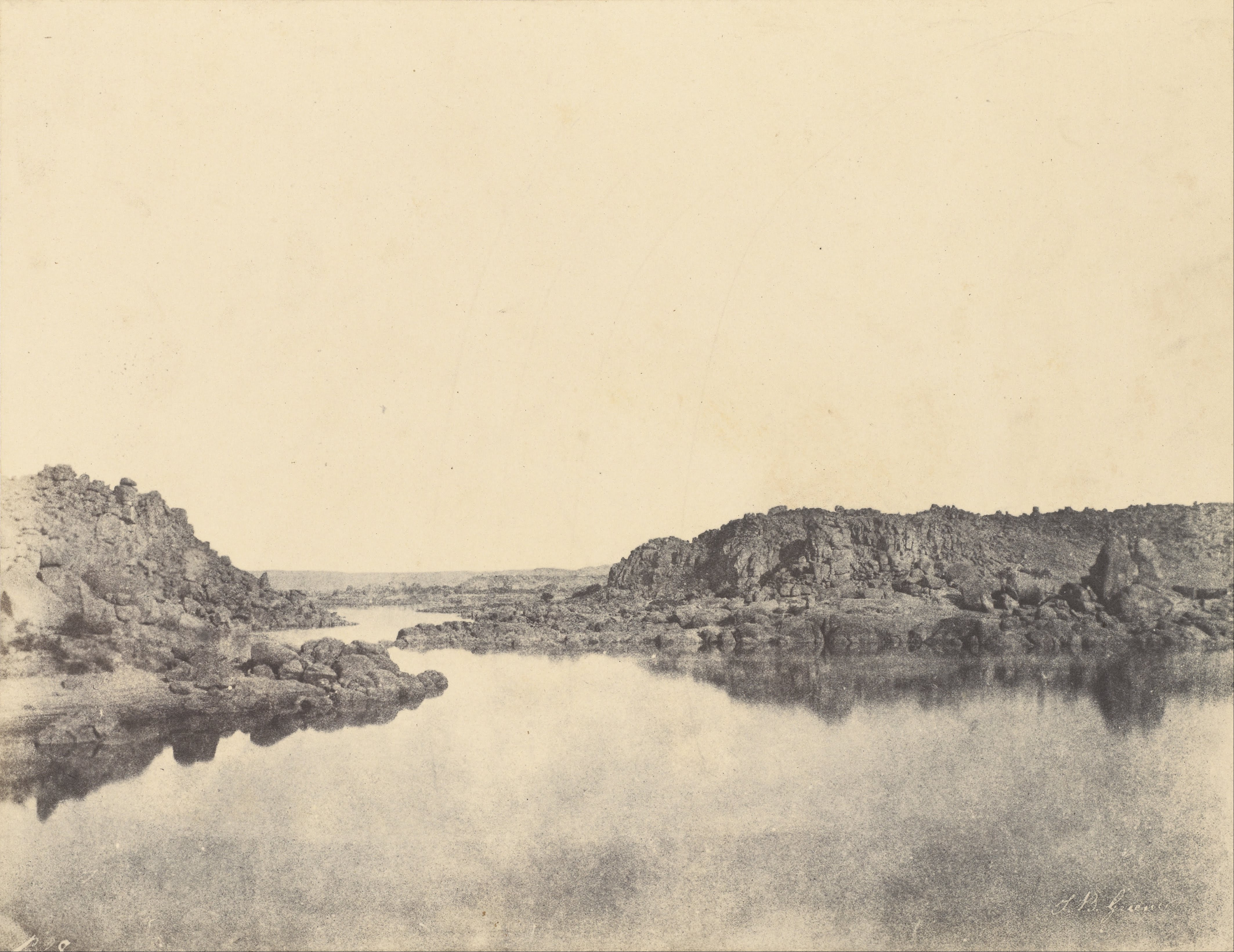
رسم من القرن التاسع عشر الميلادي لشلالات النيل الأولى قرب فيلة
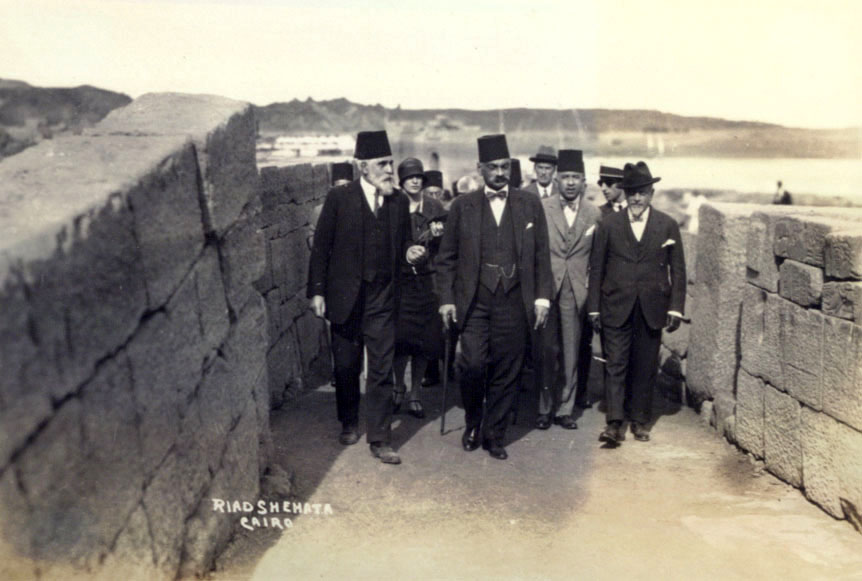
تفقد فاروق الأول لمعبد أنس الوجود
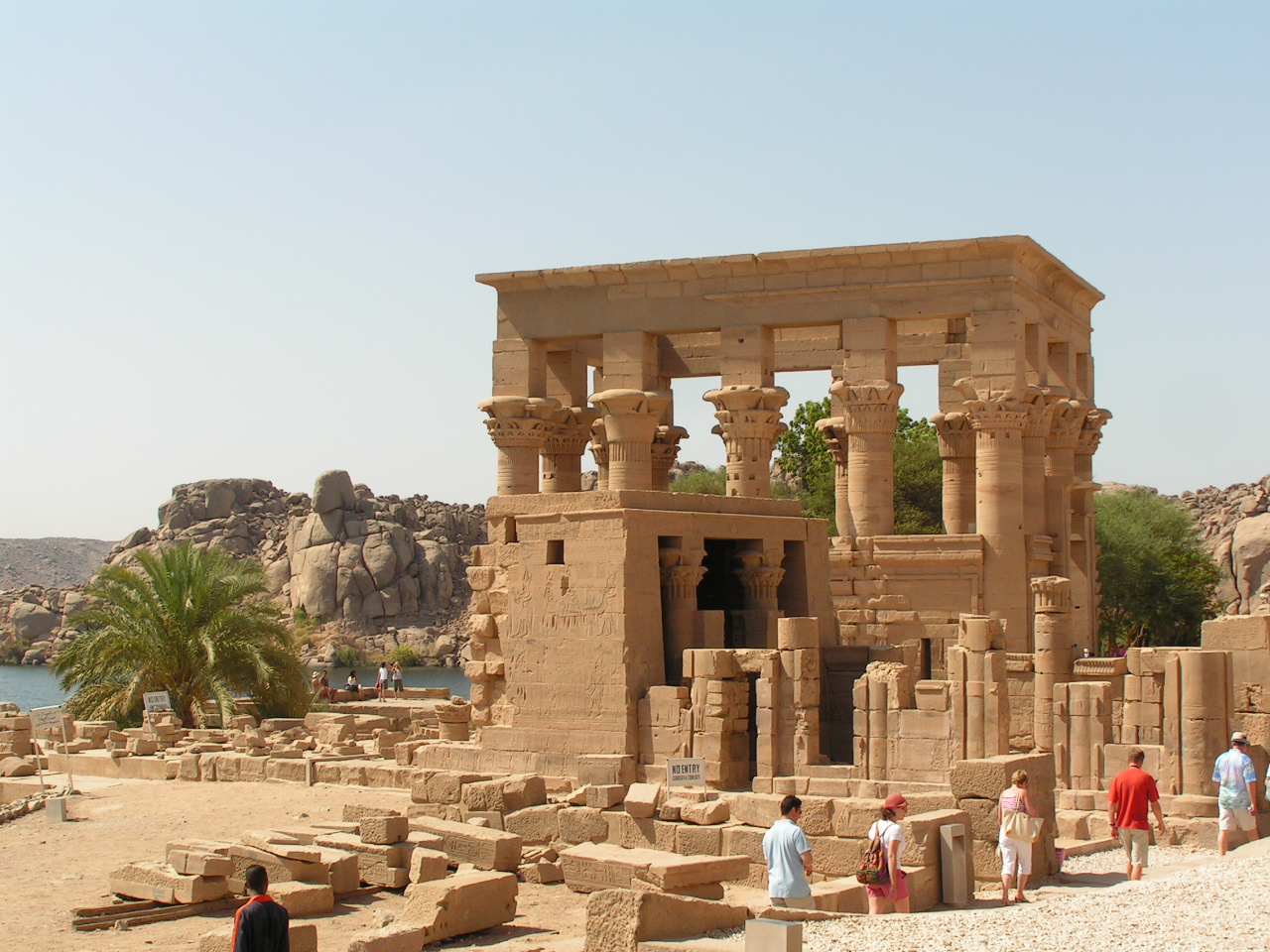
كشك تراجان في معبد فيلة في عام 2004 يؤمه السياح
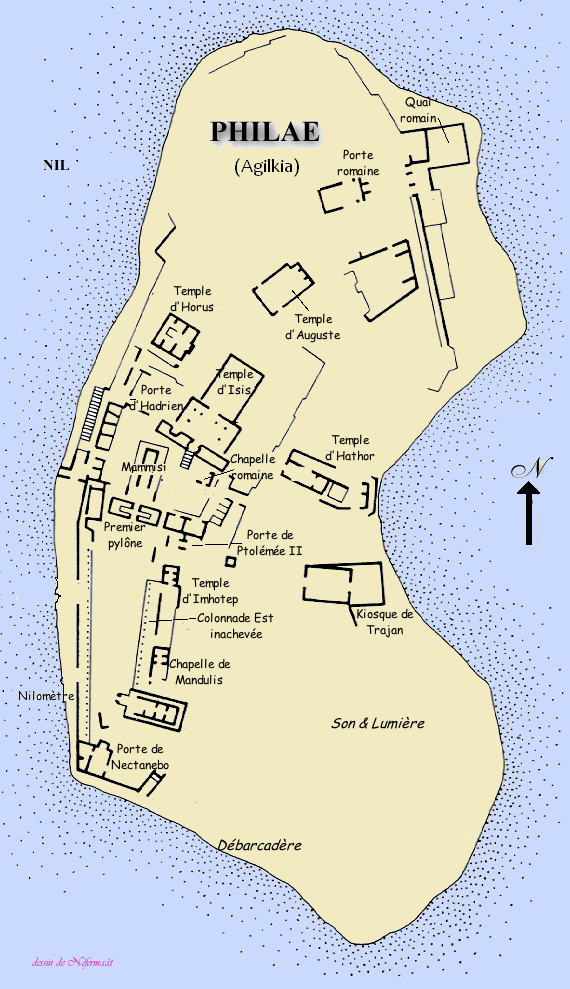
خريطة معبد فيله من عام 1970، ويرى كشك تراجان في الوسط إلى اليمين
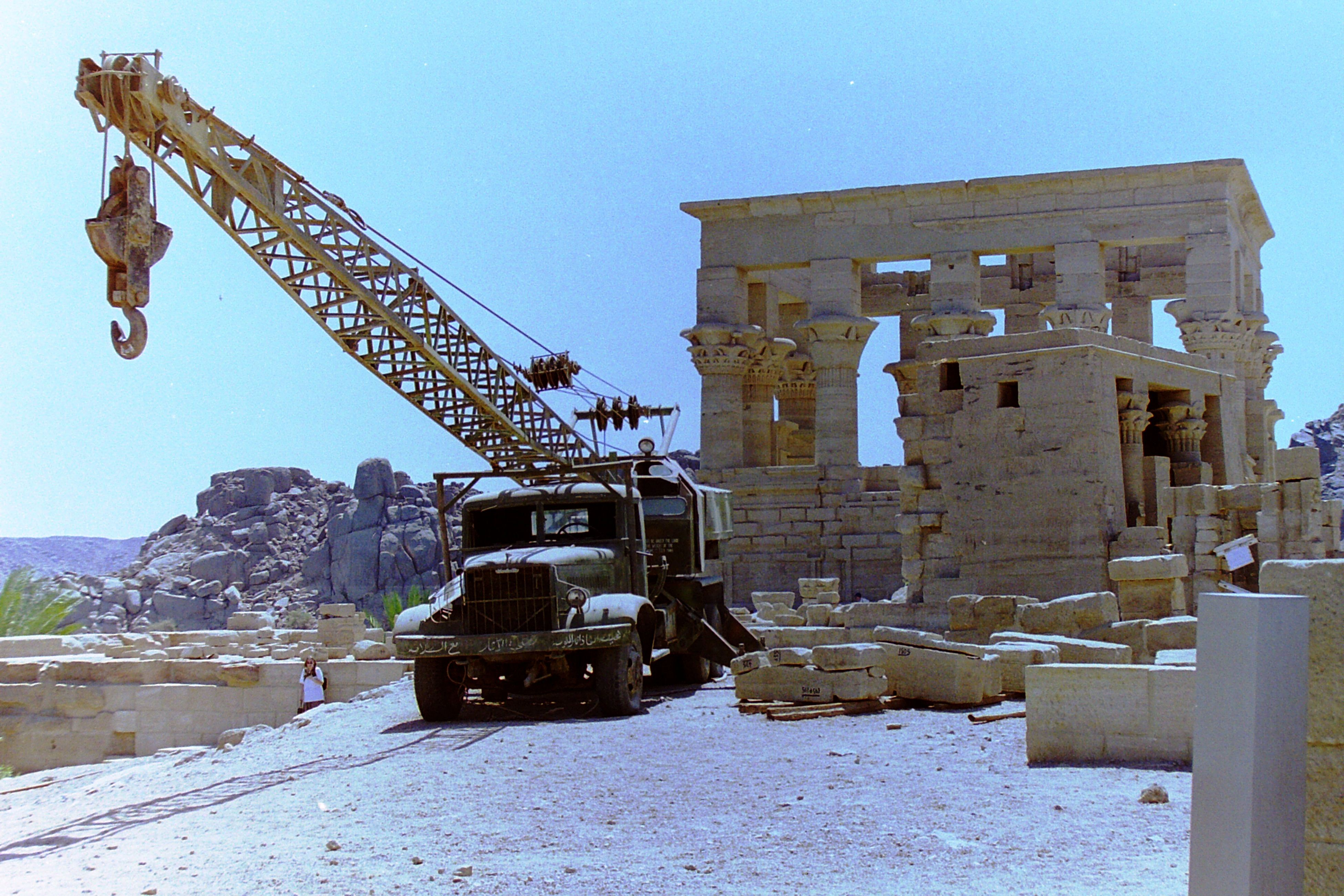
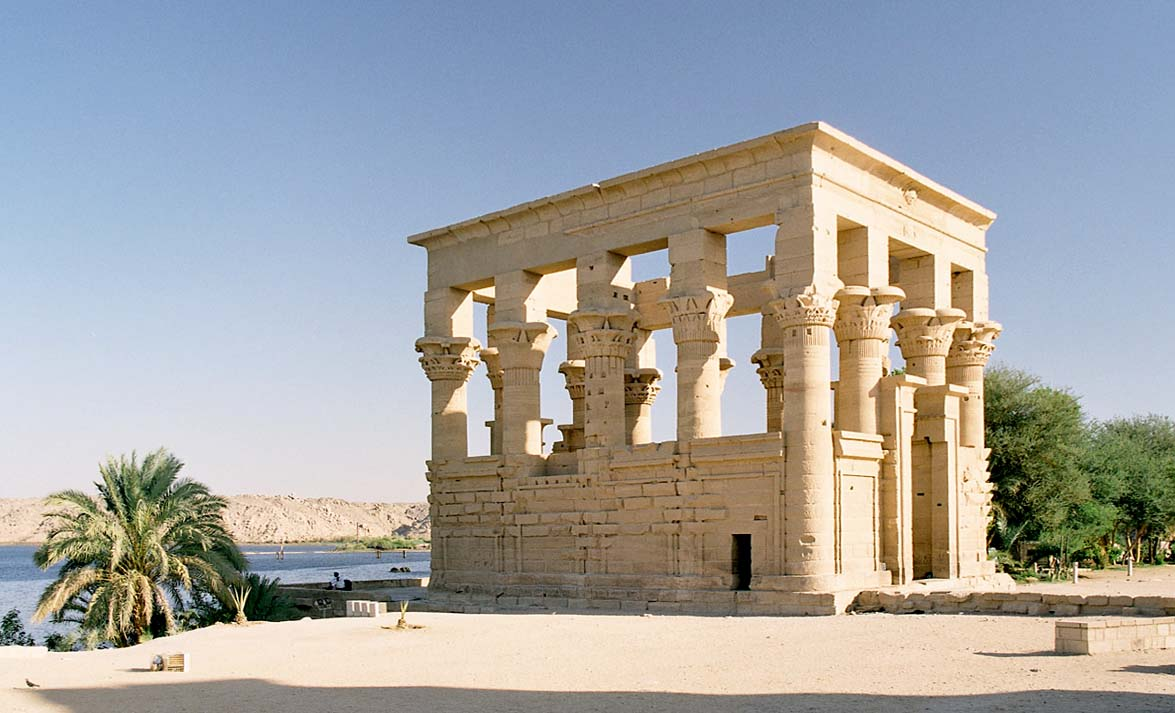
كشك تراجان
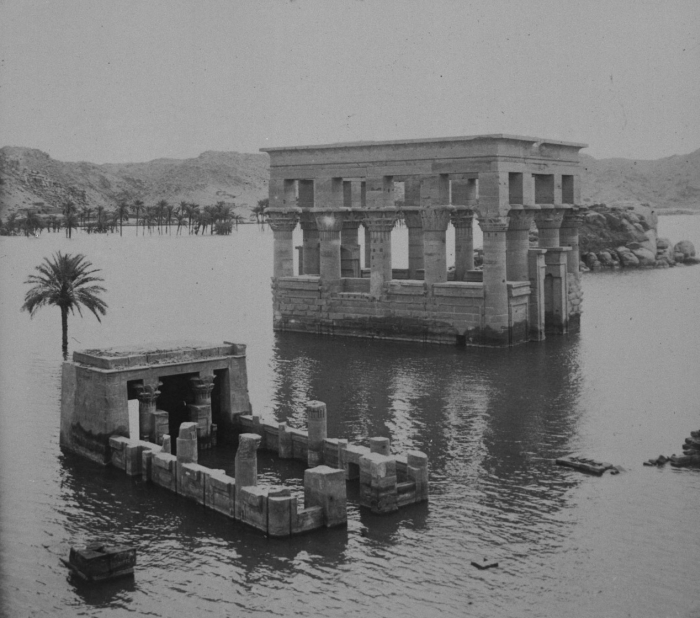
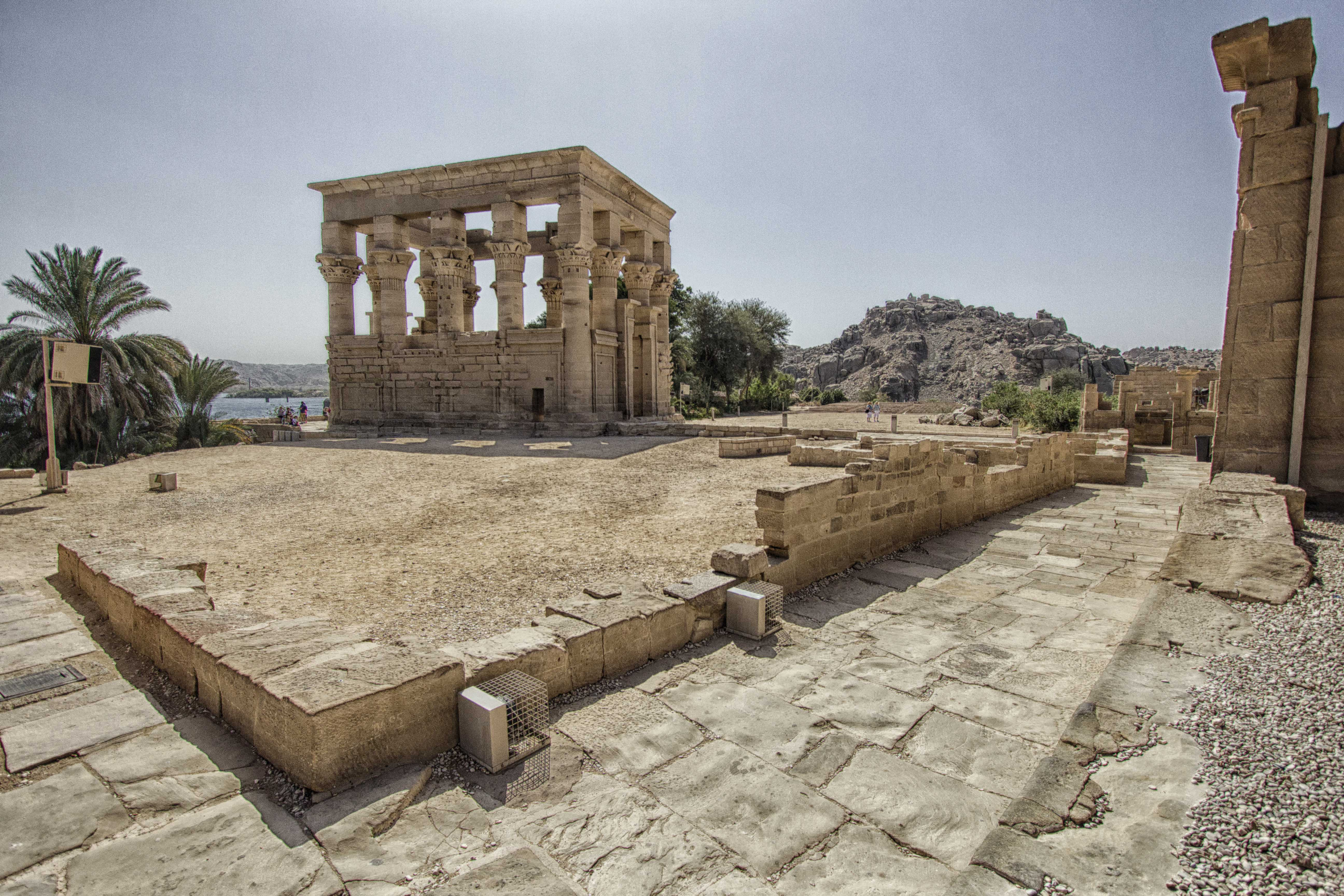
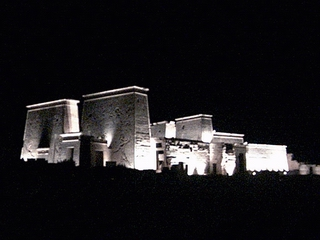
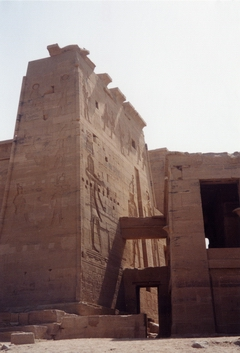
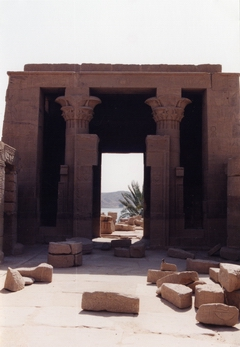
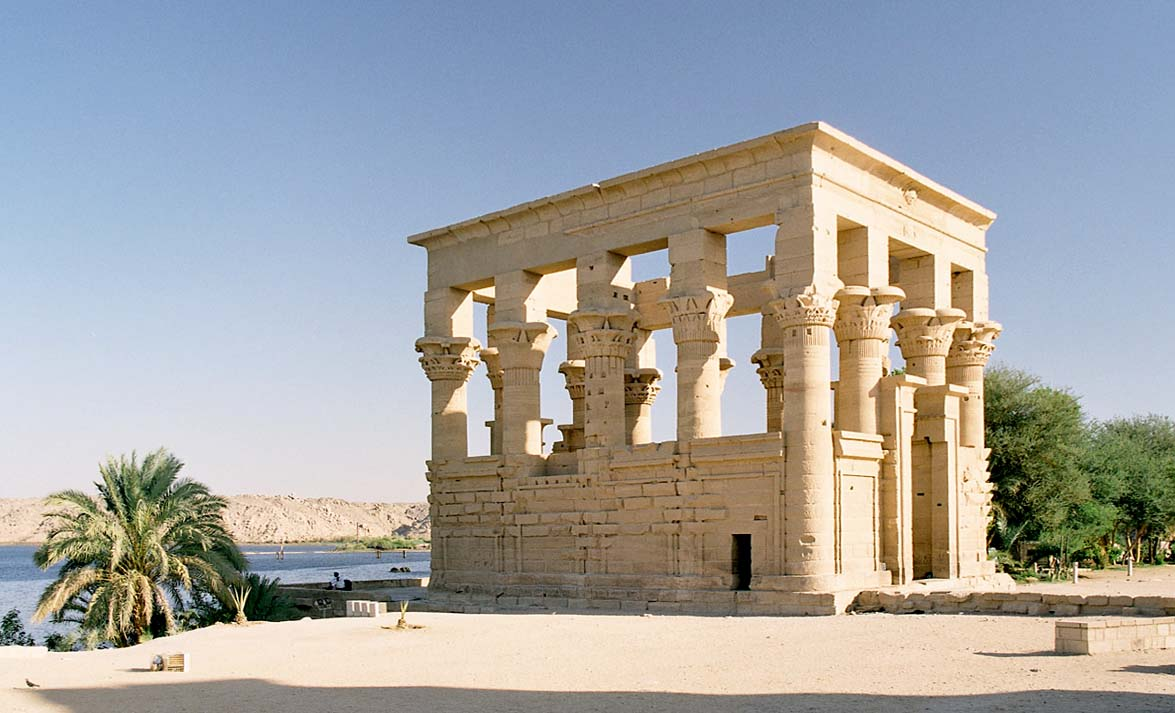
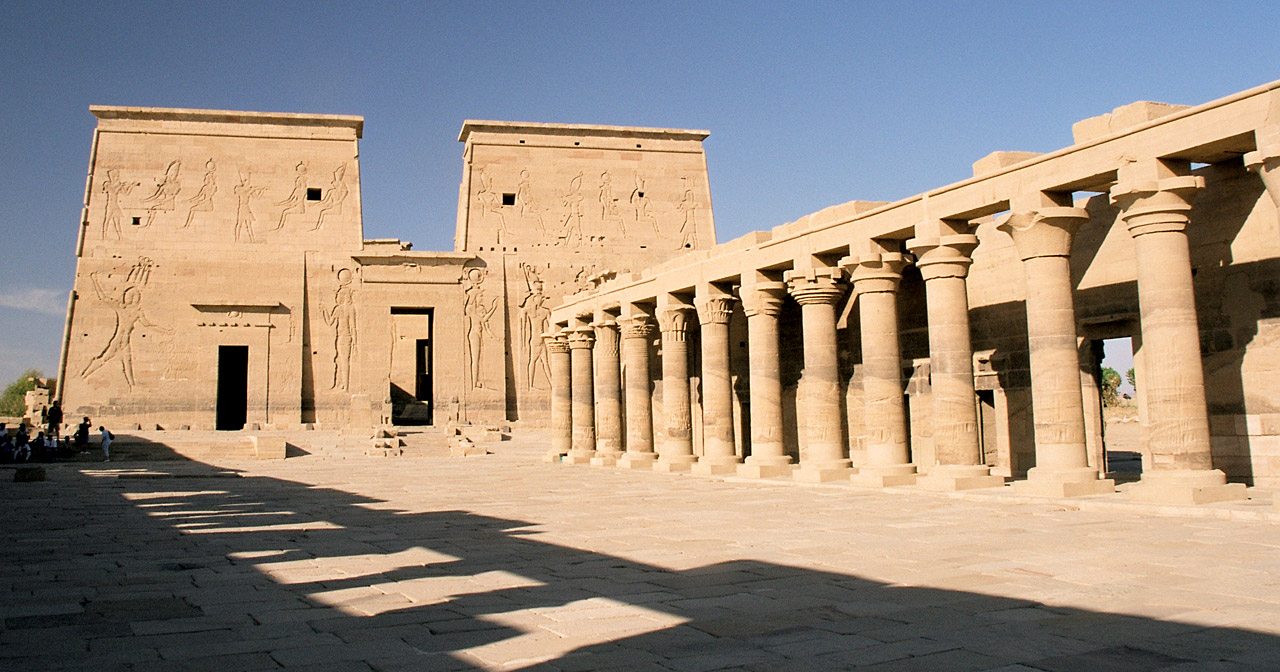
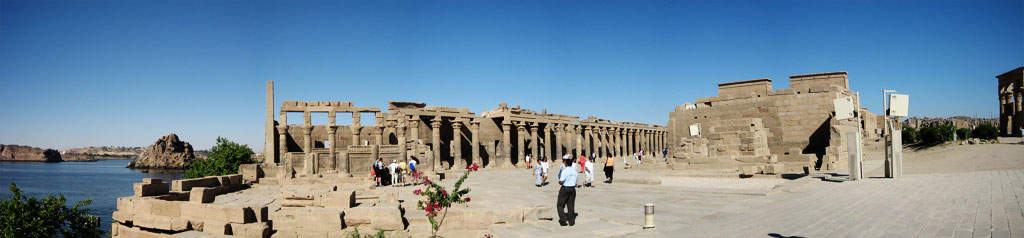
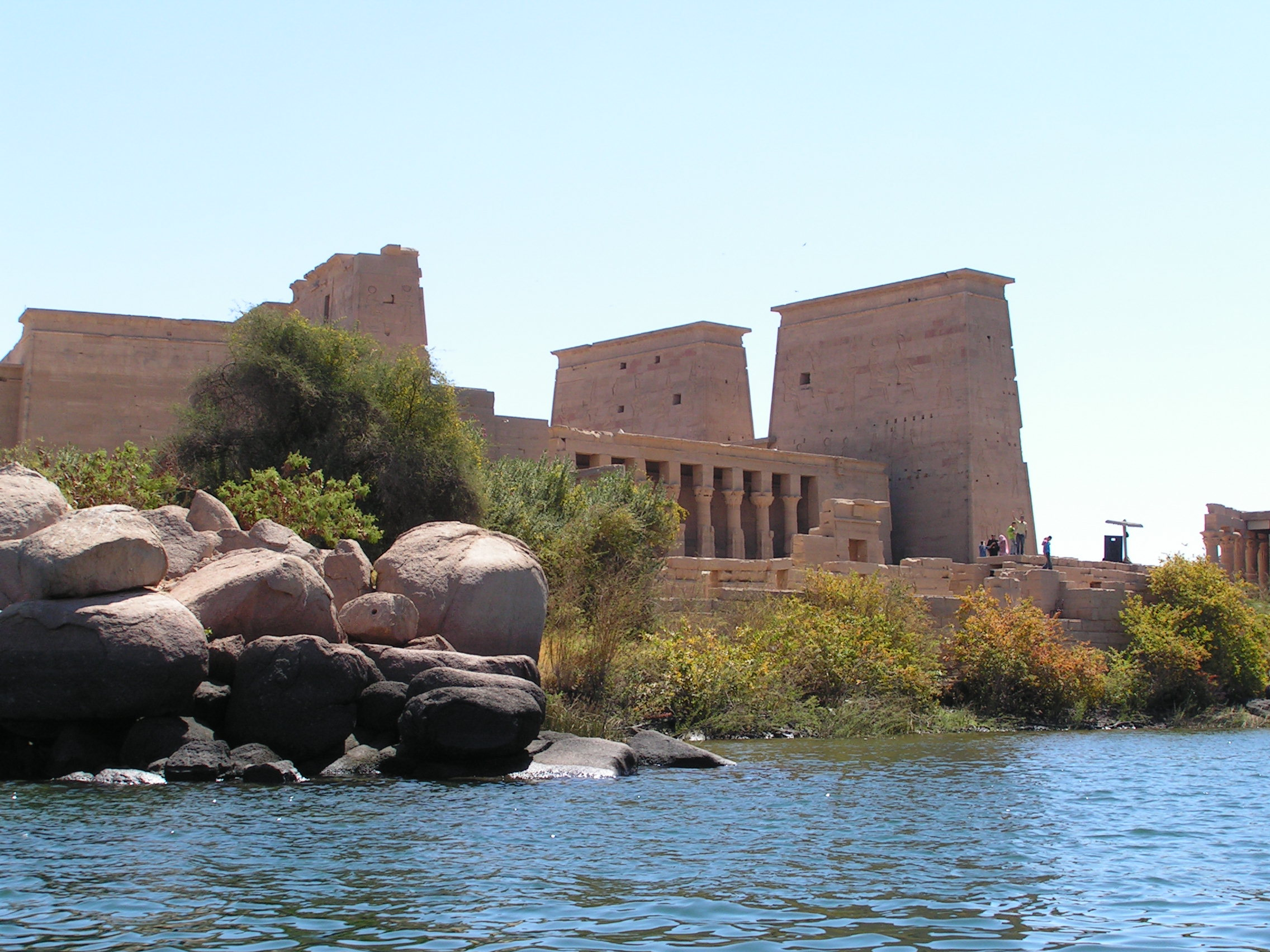
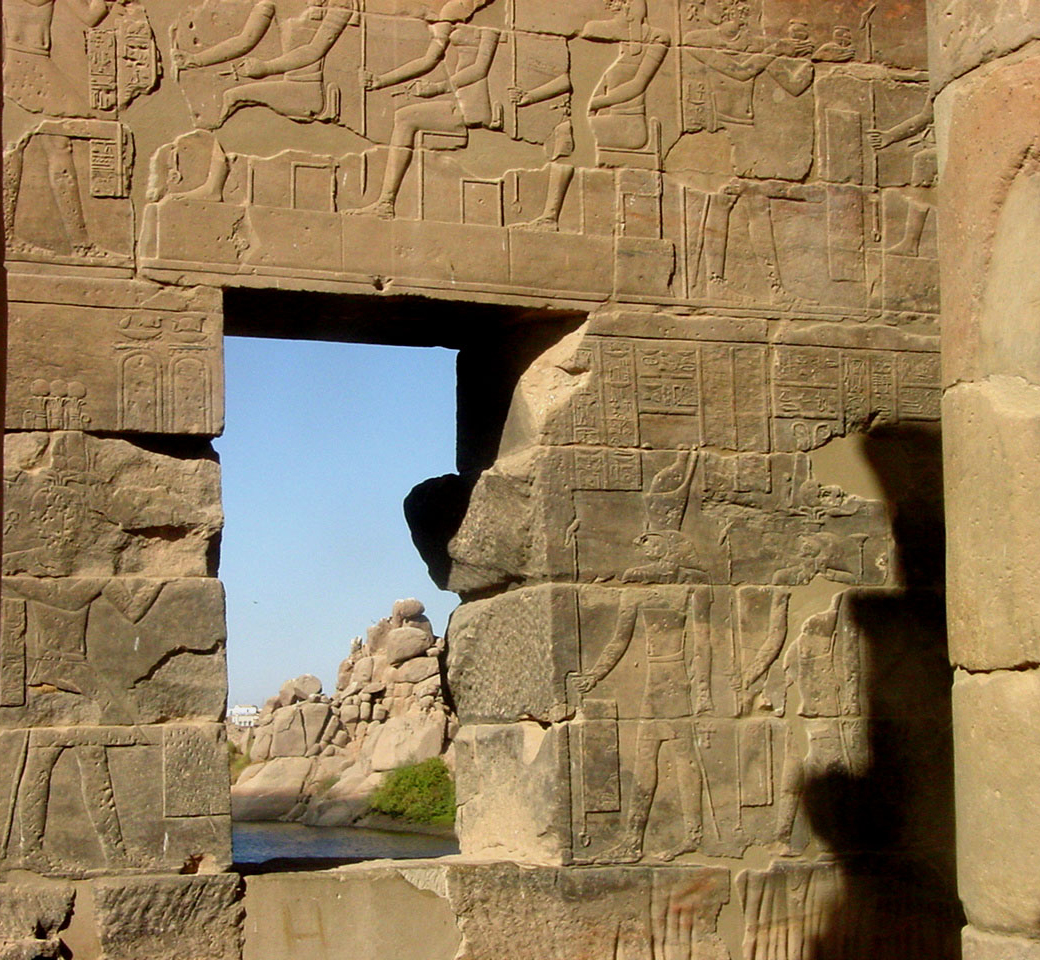
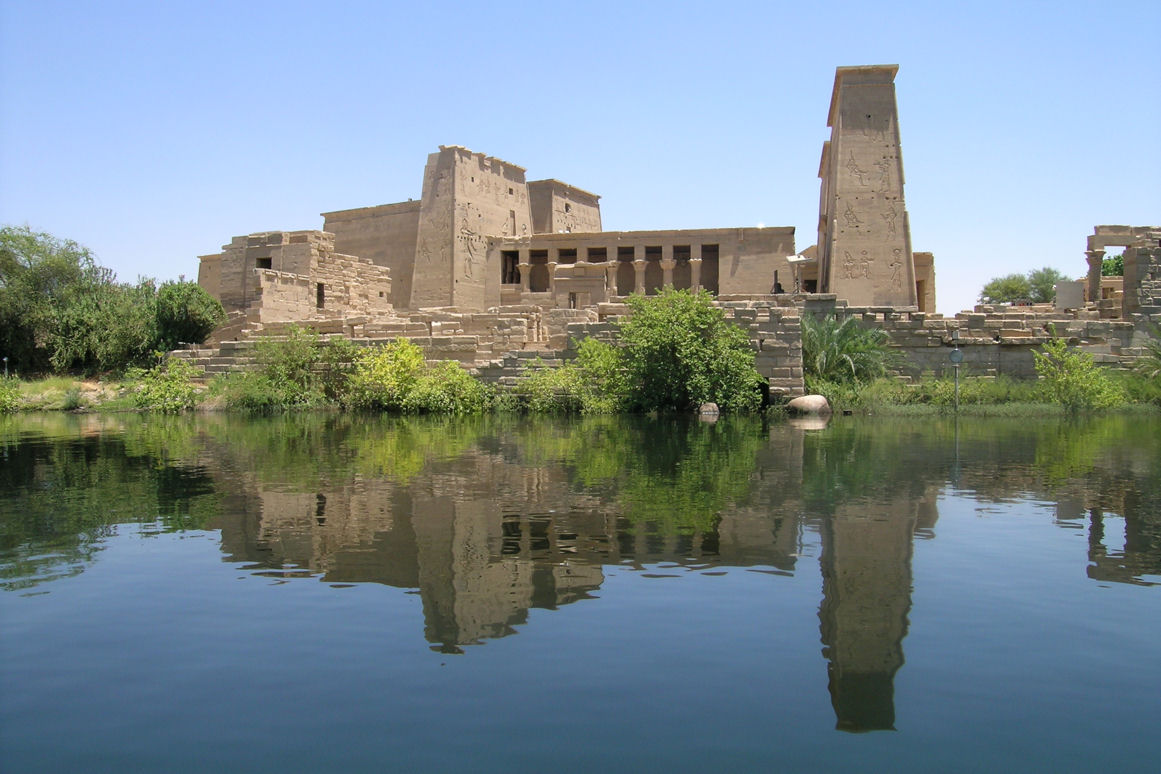